# منهج الظواهر الوصفي في علم النفس
طُوّر منهج الظواهر الوصفي في علم النفس من قبل عالم النفس الأمريكي أميديو جيورجي في بداية سبعينيات القرن العشرين. بنى جيورجي أسلوبه اعتمادًا على المبادئ التي أرساها فلاسفة مثل إدموند هوسيرل وموريس ميرلوبونتي، بالإضافة لما تعلّمه من خبرته المهنية السابقة في علم النفس البدني. كان جيورجي رائدًا في حركة علم النفس الإنساني واستخدام علم الظواهر في علم النفس والبحث الكيفي في علم النفس ويستمر حتى يومنا هذا بتأييد أهمية استخدام نهج العلوم الإنسانية في المواضيع النفسية. عمل جيورجي على أكثر من 100 بحث استخدم فيها منهج الظواهر الوصفي مع مجموعة متنوعة من المشاكل النفسية.

## المنظور النظري
شجع جيورجي علم الظواهر كحركة نظرية تتجنب ميولًا اختزالية معينةً مدعومةً من قبل الكثير من النُهج المعاصرة في البحث النفسي. بحسب المنظور الظواهري النفسي الذي تبناه جيورجي فإن الباحثين يشجعون على وضع افتراضاتهم المتعلقة بالظواهر المدروسة بين أقواس عبر الامتناع عن وضع معنى ثابت للواقع الموضوعي لهم وللمشاركين في التجربة المدروسة. هذا يسمح للباحثين بالتعامل مع أوصاف المشاركين دون الاضطرار إلى وضع معنى الوحدات الوصفية في فئات محددة مسبقًا.
أحد المجالات المهمة لمنهج الظواهر الوصفي في علم النفس هو الطريقة التي يفرق بها نفسه عن النُهج التفسيرية الدقيقة. 
فيما يتعلق بهذا الموضوع، يتبع جيورجي إلى حدٍ كبيرٍ هوسيرل والذي يقترح أن «كون الشيء معطىً وكونه مُفَسرًا ما هي إلا أوصافٌ لنفس الحالة من مستويين مختلفين من الحوار». في منهج الظواهر الوصفي هناك لحظاتٌ وصفيةٌ وأخرى تفسيريةٌ، لكن الباحث يبقى حذرًا في التعامل مع كل نوع من التصرفات بطرقٍ فريدةٍ. يحصل الباحثون على إحساسٍ بالطرق التي عاشها المشاركون في التجارب المعطاة -التي وُصفت- من خلال نوعٍ من الانهماك التعاطفي مع المشاركين في التجربة والأوصاف التي يعطونها. خلال هذه العملية، يجب تجنب حدوث أي تفسير نظري أو تخميني وذلك لتجسيد المعنى المعاش كاملًا المتعلق بالأوصاف نفسها (جيورجي، 2009). يمكن أن يحدث التفسير بعد ذلك بدرجات مختلفة خلال المراحل الأخرى من عملية البحث، لكن فقط إذا كان مرتبطًا بمضمون النتائج وليس بالمعنى الحي لتجارب المشاركين.

## الحدس الظواهري
لا يتضمن منهج الظواهر الوصفي استنتاجًا ولا استقراءً لإيجاد المعنى، بل بدلًا عن ذلك يُطلب من الباحثين أن يستشعروا ما هو مهم للظاهرة المدروسة. فالحدس في هذا المنطق (اتبّاع فلسفة علم الظواهر) يعني ببساطة أن يُدرك الموضوع (أو الحالة أو المسألة أو الافتراض) في حالة من الافتراض. في سياق نهج البحث هذا يستخدم الحدس للتعرف على المعنى الحي لكل وصفٍ وذلك لربطه بما هو معروف عن الظاهرة المدروسة بشكلٍ عامٍ. هذه الأنماط من العموميات ليست احتمالاتٍ إحصائيةٍ وليست لها معنى متفق عليه عالميًا، لكنها تعتمد على المعاني الحية للأوصاف وكذلك على معنى الظاهرة المدروسة.

## تحليل البيانات
يحرص منهج الظواهر الوصفي أثناء تحليل البيانات على أن «تعكس النتائج وصفًا حذرًا للملامح الدقيقة للظاهرة المدروسة حين إدراكها من قبل الباحث» (جيورجي، 2009، الصفحة 130-131). في السلوك النفسي الظواهري، يجري التأكّد من أن الأفعال النفسية للمشارك حقيقية في الوقت الذي تقلل فيه المواضيع التي تكون هذه الأفعال موجهةً إليها لما يبدو مناسب نفسيًا للتجربة المدروسة. هذا يعني أن يتعامل الباحث مع الظاهرة وفق «حالتها المناسبة من الإدراك الذاتي وبالتالي تحقيق الموضوعية العلمية فيما يتعلق بنهج تقليل الظواهر» (سكانلون، 1977). بهذا النهج يصل علماء النفس إلى درجة مناسبة من الفهم، بالإضافة لمساعدة الباحثين في الحصول على حدس تعاطفي للتجارب بحسب منطق إيوجيني غيندلين.
يُقرأ كل وصفٍ يعطيه المشاركون بتمعنٍ للوصول إلى إحساسٍ أفضل بكامل الحالة التي تحدث فيها التجربة. ثم يتعامل الباحث مع كل وصفٍ بشكلٍ مفردٍ عندما يقرأ الباحث وحدات المعنى المختلفة ضمن البيانات لجعل الأوصاف أكثر طواعيةً. بعد تحليل كل وصفٍ إلى وحداتٍ منفصلة، يمكن أن تُحوّل كل وحدةٍ من اللغة التي أُعطيت بها إلى وحدات معنى ذات حساسيةٍ نفسيةٍ ويساعد في ذلك اختلاف القدرة على التخيّل. يقصد من هذه العملية تجسيد آفاق المعنى الحي بشكلٍ أكبر لتوسيع الاحتمالات الملازمة للظاهرة المدروسة. وأخيرًا، بعد أن تخضع كل الأوصاف لهذه الخطوات، يُسعى للحصول على البُنى النفسية العامة بالمعنى الموصوف أعلاه.